# Allemagne aux Jeux olympiques d'été de 1932
L'équipe d'Allemagne olympique comptant 144 athlètes (135 hommes et 9 femmes) a remporté vingt médailles (trois en or, douze en argent, cinq en bronze) lors des Jeux olympiques d'été de 1932 à Los Angeles, se situant à la neuvième place des nations au tableau des médailles.
L'Allemagne présente des athlètes dans 67 épreuves, représentant quinze sports.

## Liste des médaillés

### Médailles d’or
- Hans Eller, Horst Hoeck, Walter Meyer, Carlheinz Neumann et Joachim Spremberg — Aviron, quatre barré
- Rudolf Ismayr — Haltérophilie, poids-moyen
- Jakob Brendel — Lutte, lutte gréco-romaine en poids coq

### Médailles d'argent
- Erich Borchmeyer, Fritz Hendrix, Arthur Jonath, et Helmut Körnig — Athlétisme, relais 400 mètres hommes
- Ellen Braumüller — Athlétisme, lancer de javelot femmes
- Hans Ziglarski — Boxe, poids coq
- Josef Schleinkofer — Boxe, poids plume
- Erich Campe — Boxe, poids mi-moyens
- Gerhard Boetzelen et Herbert Buhtz — Aviron, deux de couple hommes
- Karl Aletter, Walter Flinsch, Ernst Gaber et Hans Maier — Aviron, Quatre en pointe sans barreur hommes
- Heinz Hax — Tir, Pistolet feu rapide à 25 m
- Hans Wölpert — Haltérophilie, poids-plume
- Emil Benecke, Otto Cordes, Hans Eckstein, Fritz Gunst, Erich Rademacher, Joachim Rademacher, Hans Schulze (en), et Heiko Schwartz — Water polo, équipe masculine
- Wolfgang Ehrl — Lutte, lutte gréco-romaine en poids plume
- Jean Földeák — Lutte, lutte gréco-romaine en poids moyen

### Médailles de bronze
- Arthur Jonath — Athlétisme, 100 mètres hommes
- Wolrad Eberle — Athlétisme, décathlon hommes
- Tilly Fleischer — Athlétisme, lancer de javelot femmes
- Josef Straßberger — Haltérophilie, poids lourd
- Eduard Sperling — Lutte, lutte gréco-romaine en poids léger